# 알포투와 SC
알포투와 SC(아랍어: نادي الفتوة الرياضي, 영어: Al-Fotuwa Sports Club)는 1930년에 창단된 시리아의 축구 클럽으로, 데이르에조르를 연고로 하고 있다. 현재 시리아의 최상위 리그인 시리아 프리미어리그에 참가하고 있다.

## 선수 명단

### 현역
참고: FIFA 자격 규정에 따라 소속된 국가대표팀 국기를 표시합니다. 선수는 복수의 FIFA 비회원국 국적을 가지고 있을 수 있습니다.
| 번호 | 포지션 | 국적 | 이름 |
| ---- | ------ | ---- | ---- |

| 번호 | 포지션 | 국적 | 이름 |
| ---- | ------ | ---- | ---- |